# كلفن مارتن
كلفن مارتن (بالإنجليزية: Kelvin Martin)‏ هو لاعب كرة قدم أمريكية أمريكي، ولد في 14 مايو 1965 في سان دييغو في الولايات المتحدة.

## وصلات خارجية
- كلفن مارتن على موقع مرجع كرة القدم المحترفة.كوم (الإنجليزية)